# روس تومسون
روس تومسون (بالإنجليزية: Ross Thomson)‏ هو سياسي بريطاني، ولد في 21 سبتمبر 1987 في أبردين في المملكة المتحدة. حزبياً، نشط في حزب المحافظين. في الانتخابات التشريعية البريطانية 2017، انتخب عضو برلمان المملكة المتحدة الـ57 عن دائرة أبردين الجنوبية وقد انضم خلال فترته النيابية ‏ (8 يونيو 2017 – ) للكتلة البرلمانية حزب المحافظين وفي 2016 Scottish Parliament election ‏، انتخب Member of the 5th Scottish Parliament ‏ عن دائرة North East Scotland (Scottish Parliament electoral region) ‏ وقد انضم خلال فترته النيابية ‏ (5 مايو 2016 – 13 يونيو 2017) للكتلة البرلمانية الاسكتلنديون المحافظون ‏.